# Crémarest
Crémarest és un municipi francès situat al departament del Pas de Calais i a la regió dels Alts de França. L'any 2007 tenia 686 habitants.

## Demografia

### Població
El 2007 la població de fet de Crémarest era de 686 persones. Hi havia 234 famílies de les quals 44 eren unipersonals (16 homes vivint sols i 28 dones vivint soles), 69 parelles sense fills, 113 parelles amb fills i 8 famílies monoparentals amb fills.
La població ha evolucionat segons el següent gràfic:
Habitants censats

### Habitatges
El 2007 hi havia 267 habitatges, 250 eren l'habitatge principal de la família, 6 eren segones residències i 11 estaven desocupats. 262 eren cases i 5 eren apartaments. Dels 250 habitatges principals, 197 estaven ocupats pels seus propietaris, 51 estaven llogats i ocupats pels llogaters i 2 estaven cedits a títol gratuït; 7 tenien dues cambres, 18 en tenien tres, 55 en tenien quatre i 170 en tenien cinc o més. 211 habitatges disposaven pel capbaix d'una plaça de pàrquing. A 100 habitatges hi havia un automòbil i a 137 n'hi havia dos o més.

### Piràmide de població
La piràmide de població per edats i sexe el 2009 era:
| Homes | Edats   | Dones |
| ----- | ------- | ----- |
| 0     | 95 o +  | 0     |
| 0     | 90 a 94 | 0     |
| 4     | 85 a 89 | 0     |
| 4     | 80 a 84 | 4     |
| 12    | 75 a 79 | 8     |
| 8     | 70 a 74 | 4     |
| 16    | 65 a 69 | 16    |
| 20    | 60 a 64 | 12    |
| 8     | 55 a 59 | 4     |
| 20    | 50 a 54 | 24    |
| 40    | 45 a 49 | 16    |
| 28    | 40 a 44 | 36    |
| 36    | 35 a 39 | 36    |
| 32    | 30 a 34 | 28    |
| 20    | 25 a 29 | 16    |
| 16    | 20 a 24 | 20    |
| 32    | 15 a 19 | 32    |
| 28    | 10 a 14 | 48    |
| 24    | 5 a 9   | 28    |
| 16    | 0 a 4   | 16    |

## Economia
El 2007 la població en edat de treballar era de 454 persones, 329 eren actives i 125 eren inactives. De les 329 persones actives 310 estaven ocupades (176 homes i 134 dones) i 19 estaven aturades (12 homes i 7 dones). De les 125 persones inactives 33 estaven jubilades, 56 estaven estudiant i 36 estaven classificades com a «altres inactius».

### Ingressos
El 2009 a Crémarest hi havia 273 unitats fiscals que integraven 763,5 persones, la mediana anual d'ingressos fiscals per persona era de 17.669 €.

### Activitats econòmiques
Dels 19 establiments que hi havia el 2007, 1 era d'una empresa de fabricació de material elèctric, 8 d'empreses de construcció, 1 d'una empresa de comerç i reparació d'automòbils, 1 d'una empresa d'hostatgeria i restauració, 1 d'una empresa immobiliària, 3 d'empreses de serveis, 1 d'una entitat de l'administració pública i 3 d'empreses classificades com a «altres activitats de serveis».
Dels 10 establiments de servei als particulars que hi havia el 2009, 2 eren paletes, 1 guixaire pintor, 1 fusteria, 1 lampisteria, 1 electricista, 1 empresa de construcció, 2 perruqueries i 1 restaurant.
L'únic establiment comercial que hi havia el 2009 era una botiga de material esportiu.
L'any 2000 a Crémarest hi havia 19 explotacions agrícoles que ocupaven un total de 598 hectàrees.

## Equipaments sanitaris i escolars
El 2009 hi havia una escola maternal integrada dins d'un grup escolar amb les comunes properes formant una escola dispersa.

## Poblacions més properes
El següent diagrama mostra les poblacions més properes.